# 促卵泡激素
促卵泡激素（亦称为卵泡刺激素）是一种由脑垂体合成并分泌的激素，属于糖基化蛋白质激素，因最早发现其对女性卵泡成熟的刺激作用而得名。后来的研究表明，促卵泡激素在男女两性体内都是很重要的激素之一，调控着发育、生长、青春期性成熟、以及生殖相关的一系列生理过程。促卵泡激素和黄体化激素在生殖相关的生理过程中协同发挥着至关重要的作用。

## 结构
促卵泡激素是一种糖蛋白，活性形式是糖基化的异源二聚体，由α和β两条多肽组成。黄体化激素，甲状腺激素，人绒毛膜促性腺激素等糖蛋白激素采用了与促卵泡激素相似的结构。它们共享同样的α亚基（含92位氨基酸残基），而β亚基则随激素的不同而不同。促卵泡激素的β亚基含有118位氨基酸残基，负责与促卵泡激素受体的相互作用。促卵泡激素表面的糖基化涉及海藻糖、半乳糖、甘露糖、半乳糖胺、葡萄糖胺、以及唾液酸。其中，硅铝酸与促卵泡激素的生物半衰期紧密相关。促卵泡激素的半衰期为3至4小时。促卵泡激素的分子量约为30000Da。

## 基因
促卵泡激素α亚基的基因位于染色体6p21.1-23，在多种不同细胞中有表达；β亚基的基因位于染色体11p13，在脑垂体细胞中表达，受促性腺激素释放激素的控制，被抑制素所抑制，被活化素所增强。

## 活性
促卵泡激素调控人体的发育、生长、青春期性成熟、以及生殖相关的一系列生理过程，特别是刺激生殖细胞的成熟。

### 在女性体内
在卵巢中，促卵泡激素刺激尚未成熟的卵泡的生长，直至成熟为格拉夫卵泡（以瑞格尼爾·德·格拉夫（英語：Regnier de Graaf）之名命名）。卵泡在生长过程中会依據負回饋機制释放抑制素以阻断促卵泡激素的进一步合成。这一机制保证了排卵的选择性。在黄体化阶段的末尾，促卵泡激素水平也有小幅度提升，可能与下一个排卵周期的开始有关。

### 在男性体内
在睾丸中，促卵泡激素提高塞爾托利氏細胞（Sertoli cell）合成男性激素结合蛋白的水平，诱发塞尔托利细胞的紧密结合，同时分泌抑制素，在成精子过程中起到至关重要的作用。

## 作用机理
促卵泡激素的目标细胞表面表达有促卵泡激素受体，属于G蛋白偶联受体家族。促卵泡激素与其受体蛋白的结合将导致后者的构象变化。作为跨细胞膜的膜蛋白，促卵泡激素受体胞外的变构将引发胞内的变构，改变其与G蛋白的结合状态，并通过其它蛋白的参与，进一步诱发环磷酸腺苷等第二信使的生成，将信号传至细胞核内，实现对蛋白表达和细胞发育进程的调节。

## 相关疾病
促卵泡激素水平在儿童期较低，而在女性的更年期之后则很高。

### 高促卵泡激素水平
促卵泡激素的高水平预示着性腺引发的限制性反馈缺失，导致脑垂体不断合成促卵泡激素。这在女性接近或处于更年期时属于正常现象，但对于处于生育年龄的女性则是不正常的，可能是以下疾病的信号：
1. 过早绝经也称为卵巢早衰
2. 性腺障碍或Turner综合征
3. 阉割
4. 斯外尔综合征
5. 先天肾上腺增生的某些病例
6. 睾丸失效

### 低促卵泡激素水平
促卵泡激素分泌水平的降低将导致性腺功能的缺失。在男性精子数量不足的病症中尤为典型。在女性中表现为生育周期的停止，具体相关的疾病有:
1. 多囊卵巢综合征，可能的体征有肥胖，多毛，不育等等；
2. 考曼综合征
3. 下丘脑抑制症
4. 垂体机能减退症
5. 泌乳激素过多症
6. 性腺功能低下症
7. 正在接受性腺抑制治疗
  1. 使用促性腺激素释放激素结抗剂
  2. 使用促性腺激素释放激素促进剂（负调节）

## 医疗应用
促卵泡激素可在绝经期女性的尿液中提取得到，也可以通过基因工程的方法重组表达得到。临床用于对不育症患者的治疗，用以刺激卵泡的发育成熟，同时也用于体外人工受精和体内人工受精的相关治疗中。

## 外部連結
- FSH（页面存档备份，存于） - Lab Tests Online